# Dakconstructie

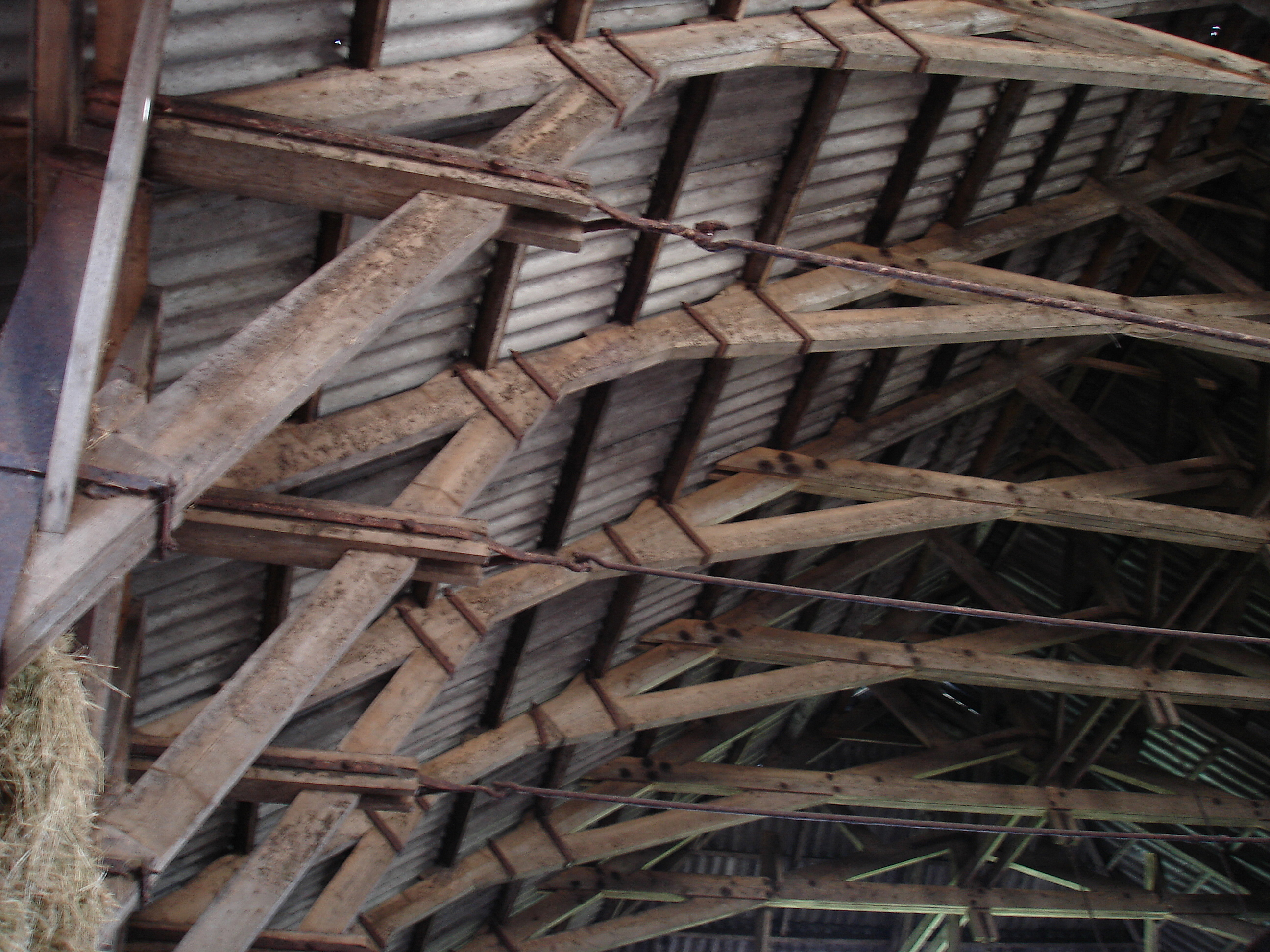
Dakconstructie met spanveren

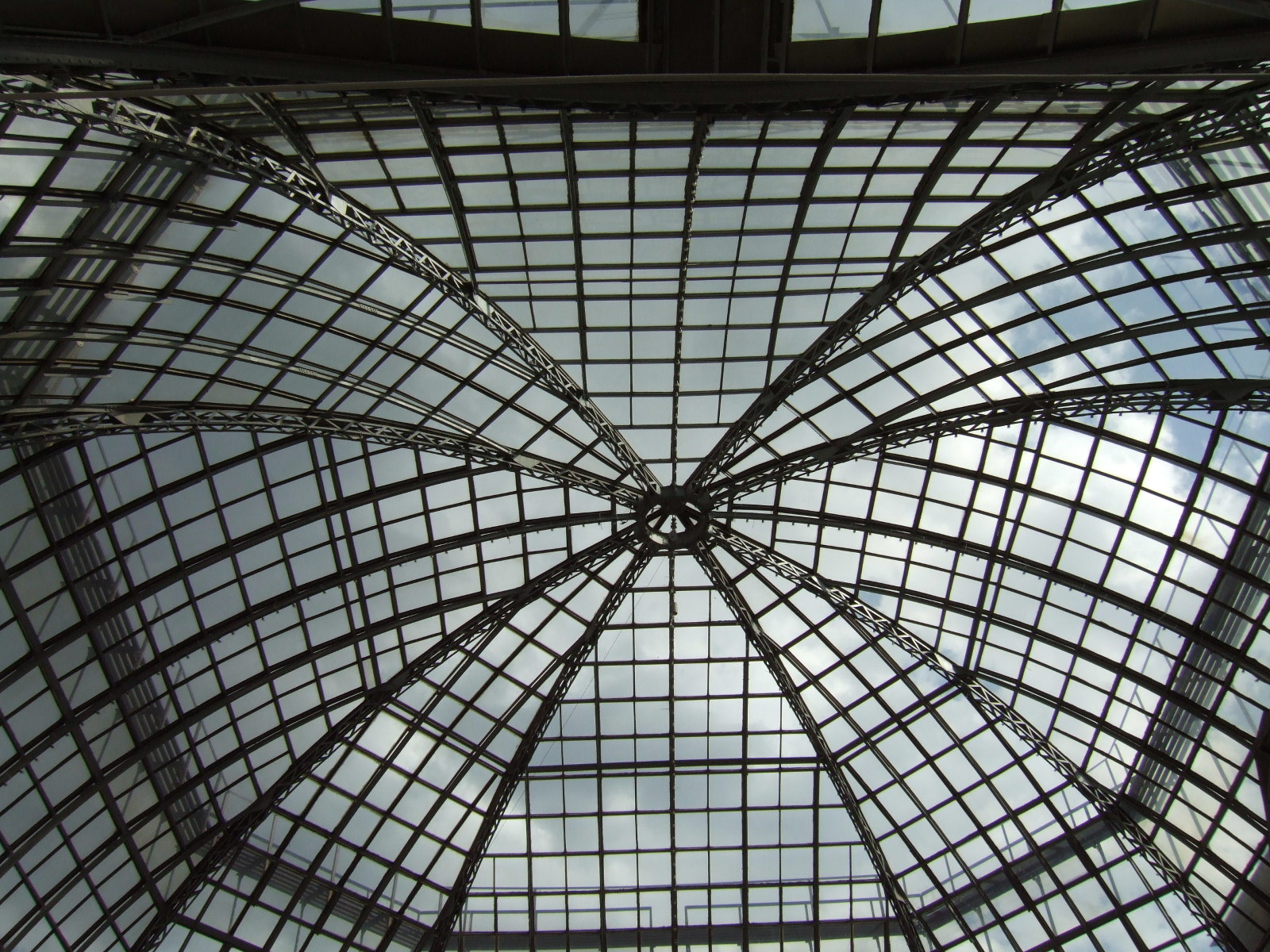
Transparante dakconstructie in Moskou

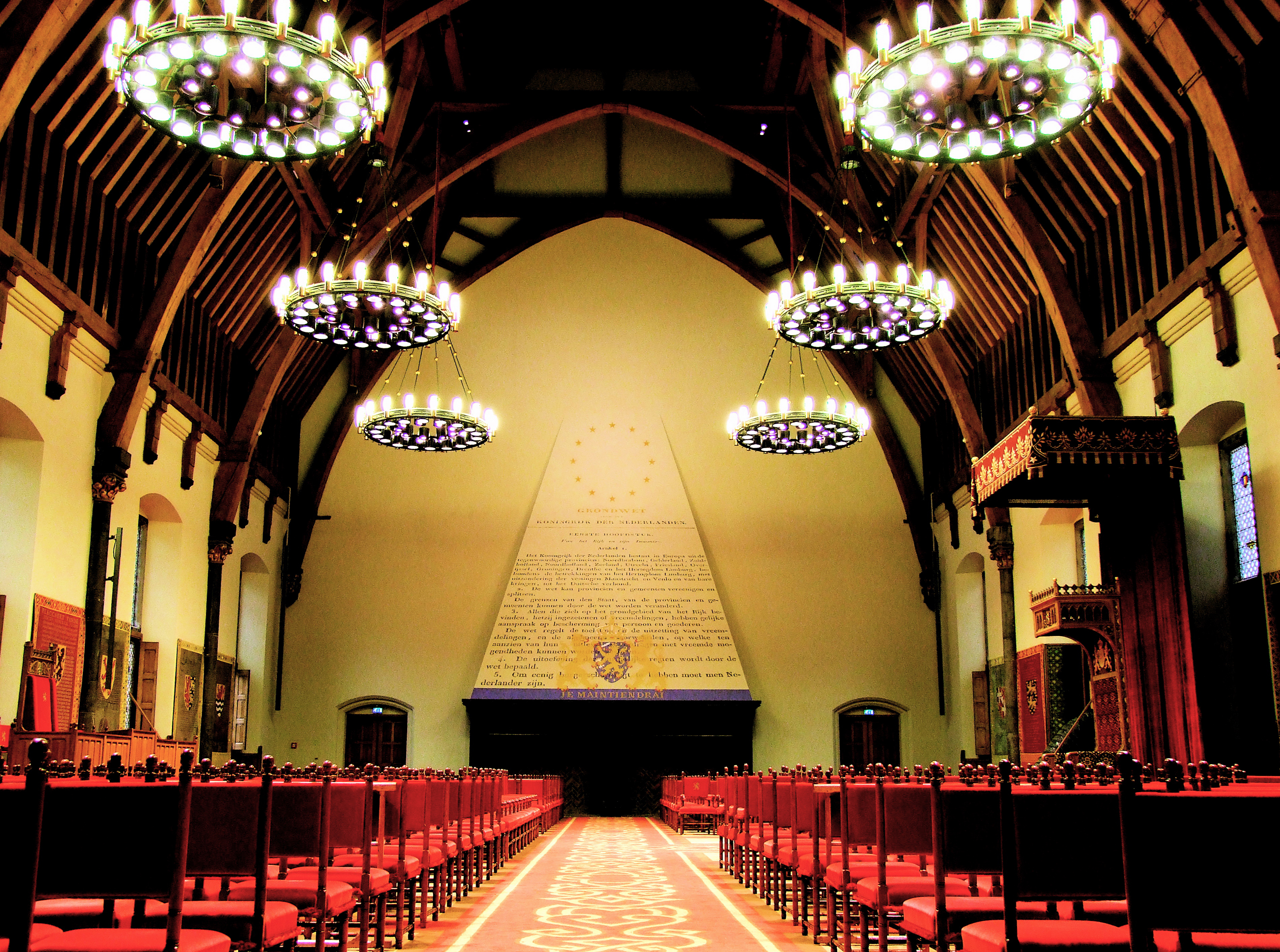
De ziende kap van de Ridderzaal in Den Haag

Een dakconstructie is een samenstel van balken van hout, staal, gewapend beton of voorgespannen beton, platen van gewapend beton of andere materialen, zonder de dakbedekking, die samen sterk genoeg zijn om alle belastingen zoals eigen gewicht, sneeuw, wind te kunnen dragen, zonder dat de constructie bezwijkt. Er zijn daken met een verschillende vorm. 
Wanneer een dakconstructie duidelijk zichtbaar is vanuit de eronder liggende gebruiksruimte, wordt gesproken van een ziende kap. Een voorbeeld van een ziende kap is de Ridderzaal in Den Haag.

## Eisen
Prestaties die van een dak geëist worden, anders dan de constructieve, zijn onder meer:
- bestand tegen weersinvloeden zoals regen, (stuif)sneeuw en wind;
- beperking van warmte-overdracht (isolatie) of het omgekeerde;
- weerstand tegen belasting van vocht en waterdamp vanuit de onderliggende ruimte;
- weerstand tegen geluidsbelasting van buiten;
- beperking van de brandgevaarlijkheid van het dak;
- esthetische waarde van de constructie, met name bij ziende kappen.

## Afbeeldingen

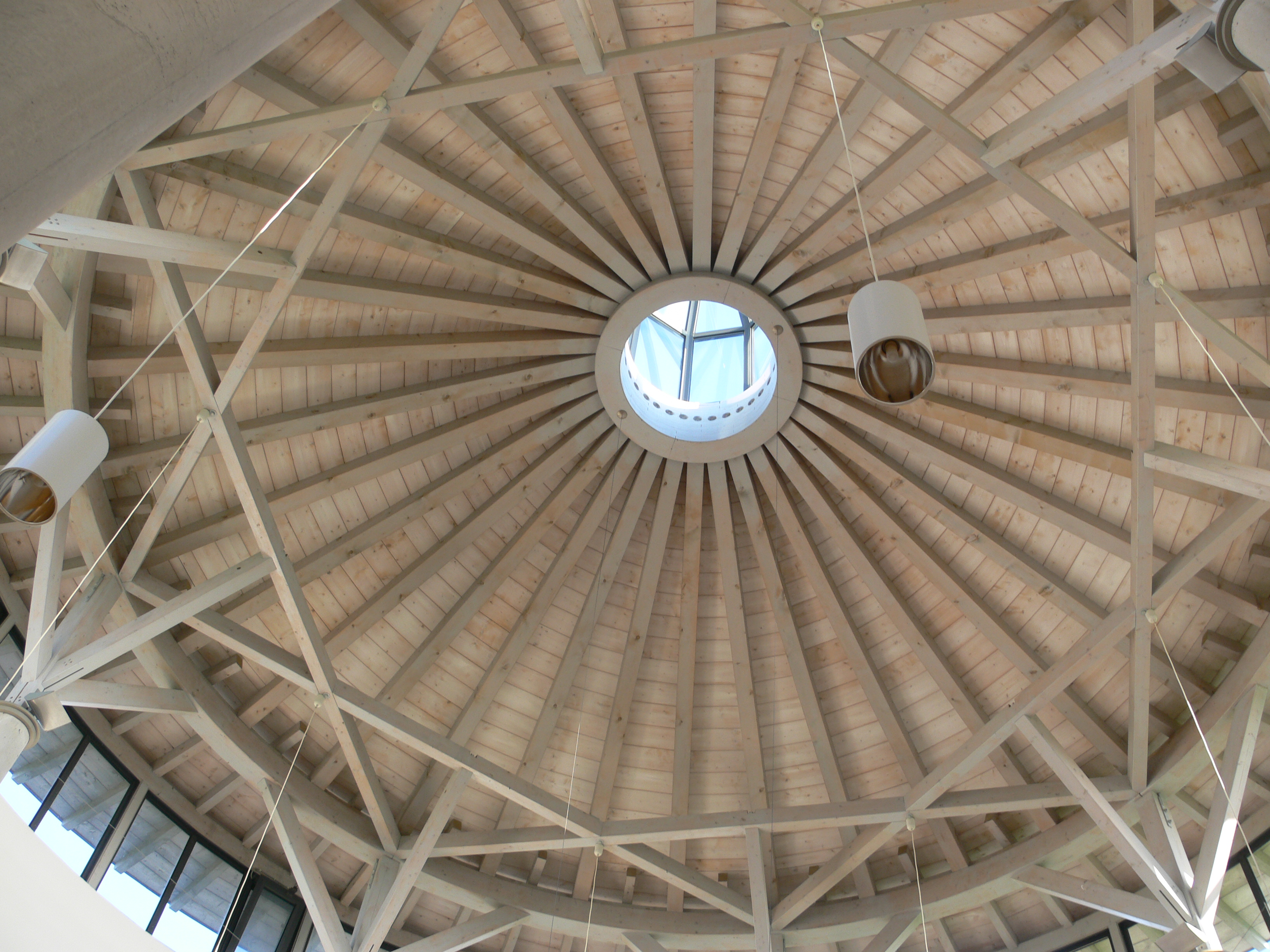
Ronde dakconstructie in Duitsland
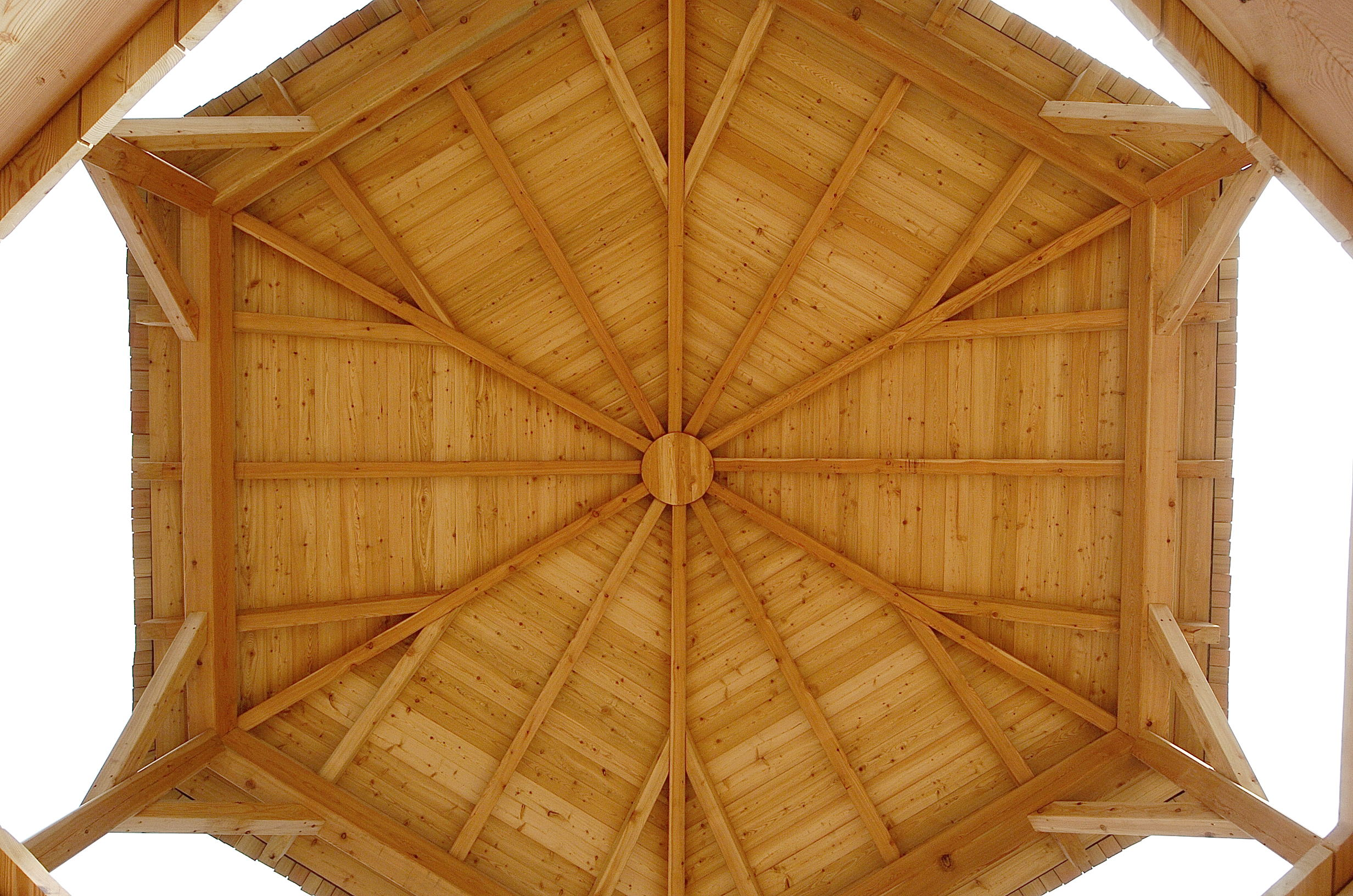
Dakconstructie van hout in Zwitserland
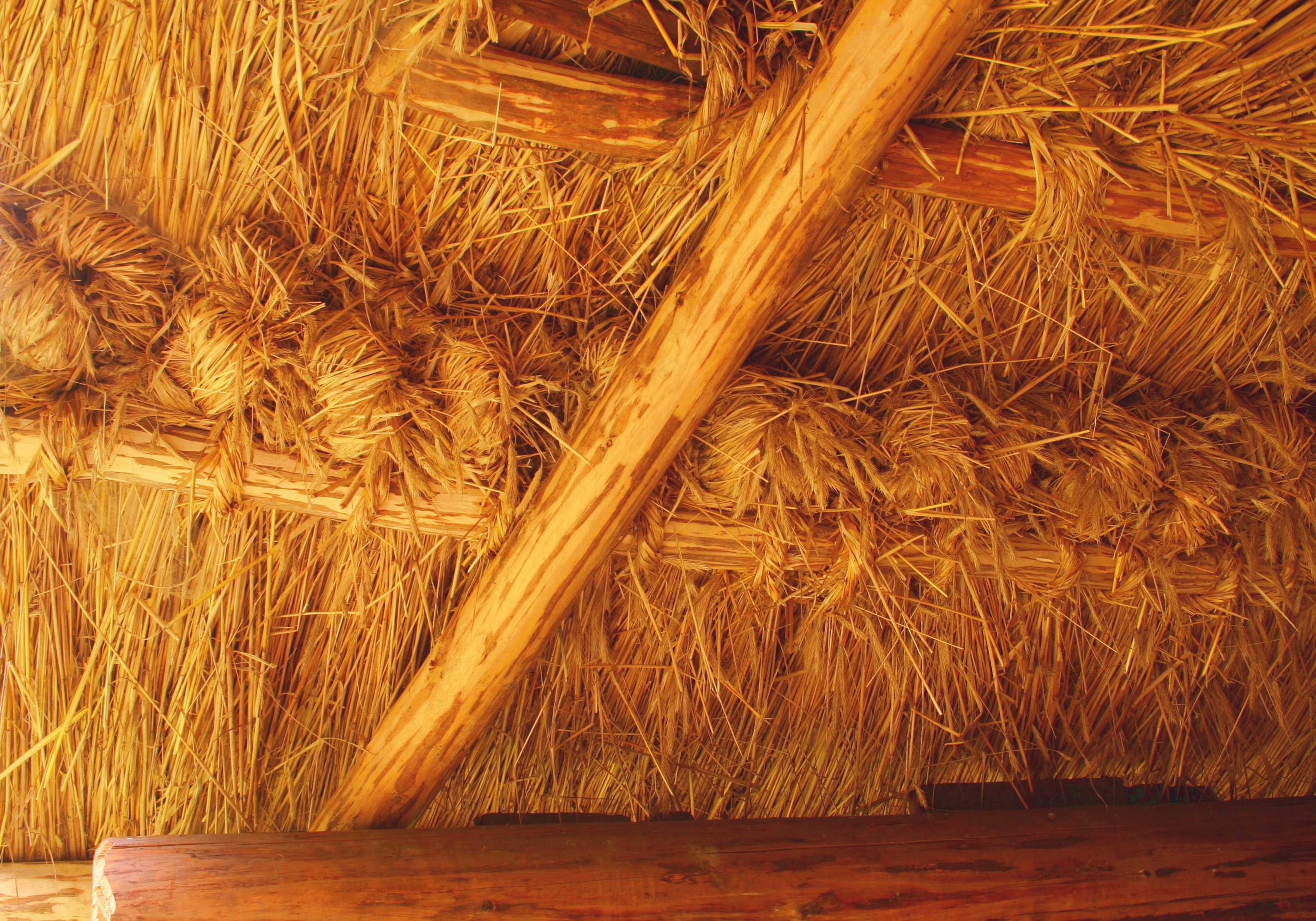
Dakconstructie van hout en riet in Polen
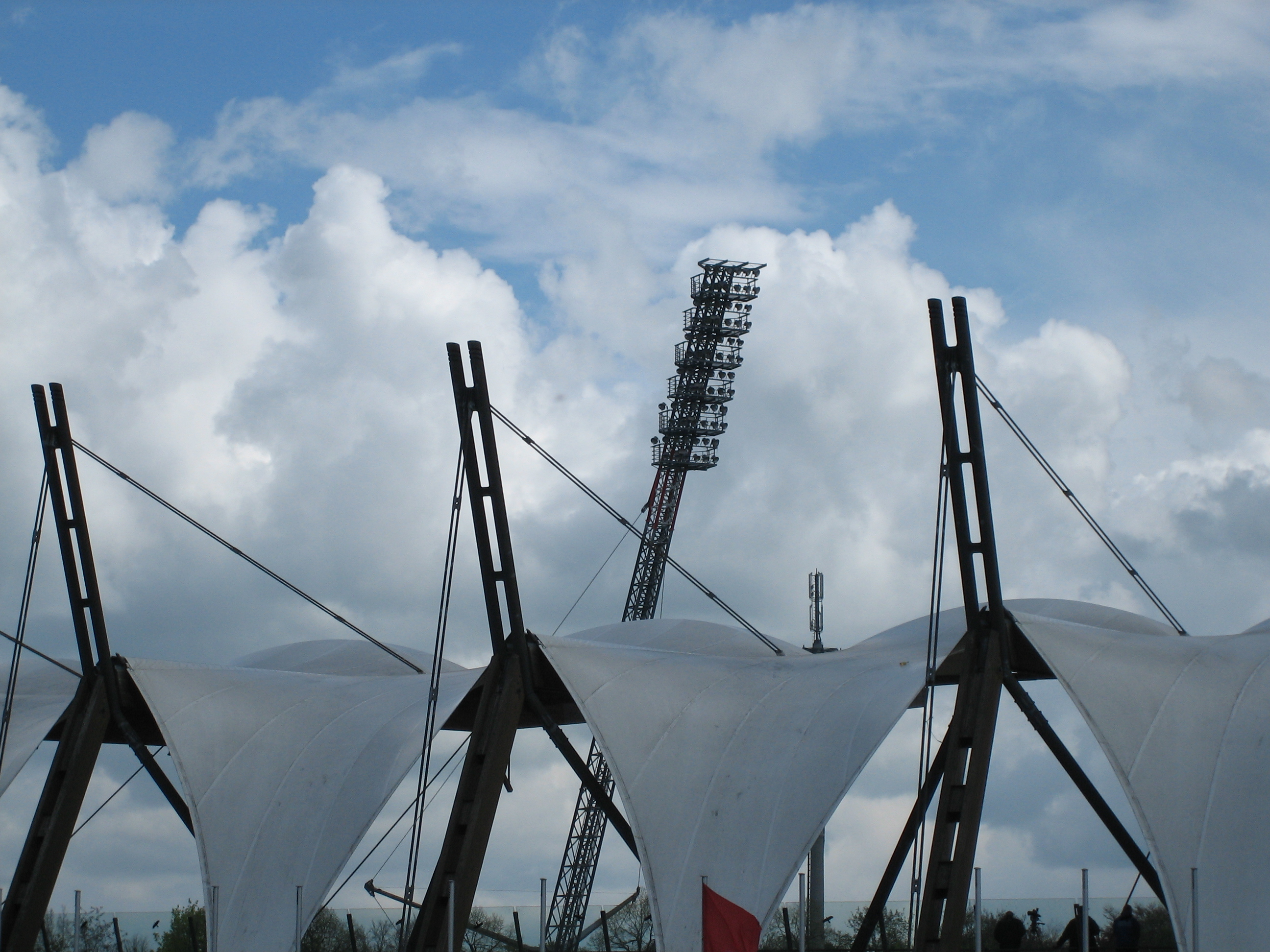
Dakconstructie van het Steigerwaldstadion
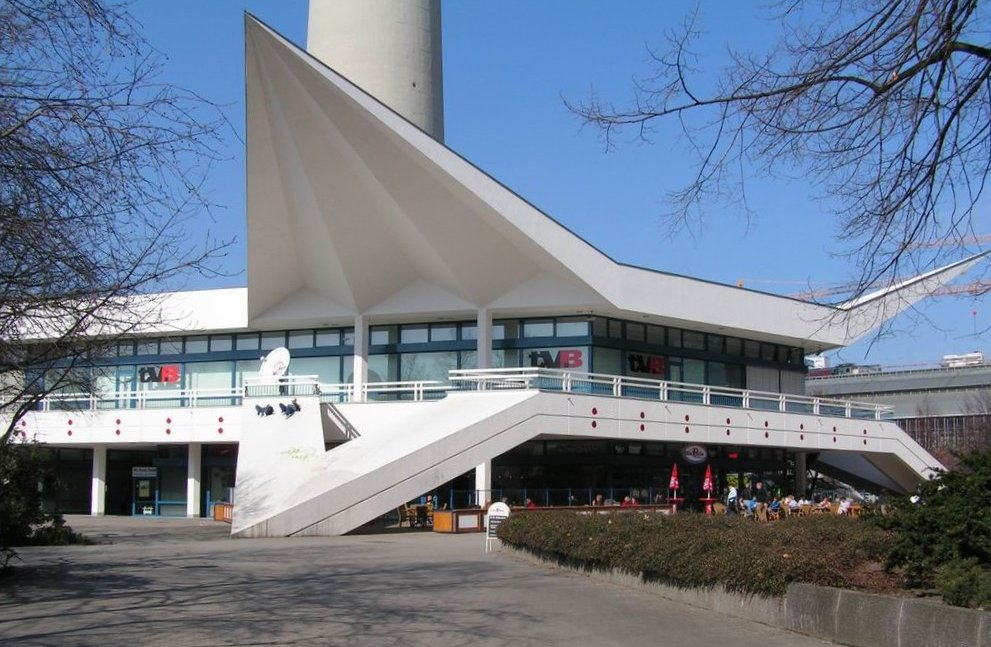
Dakconstructie van beton in Berlijn
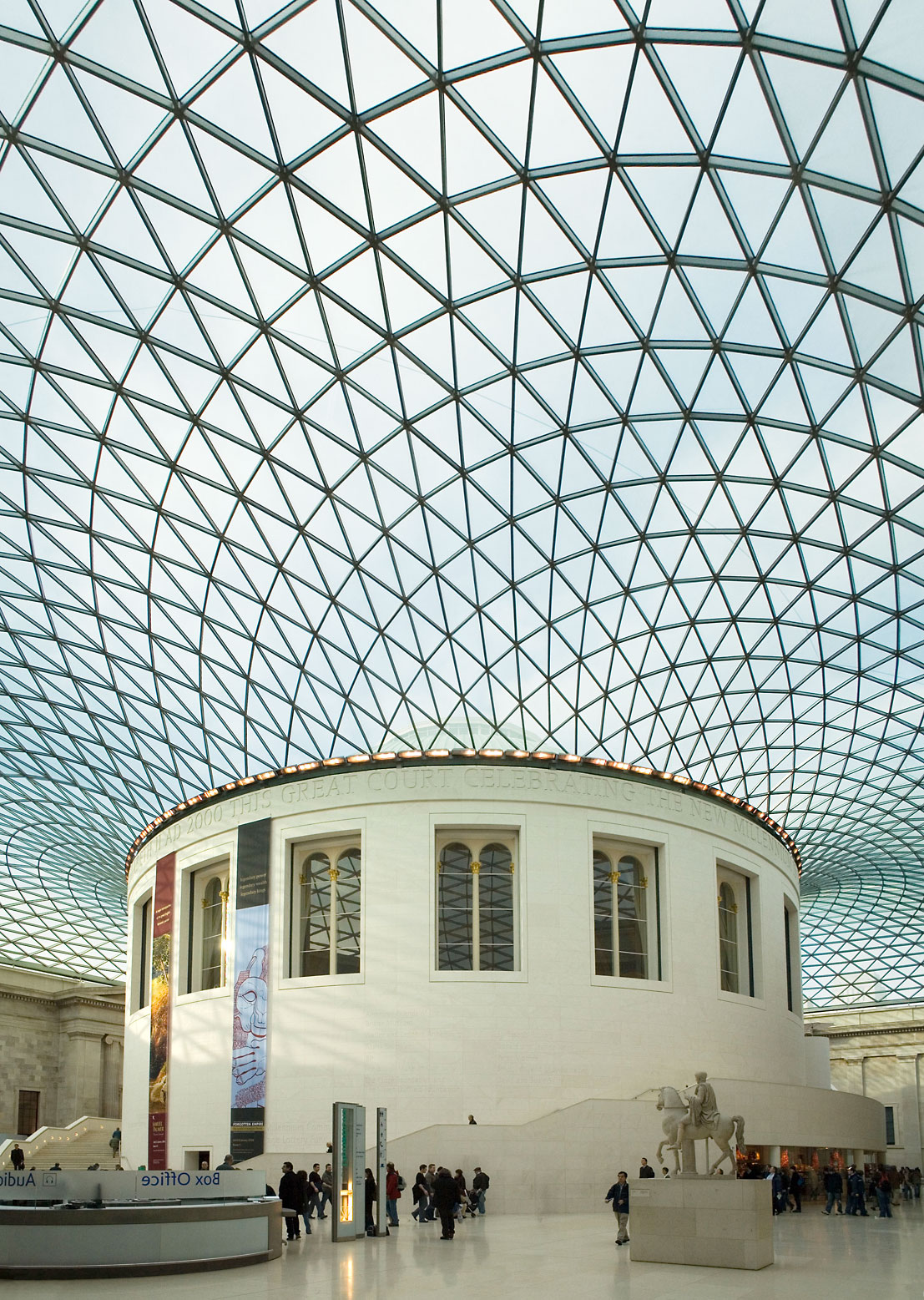
Transparante dakconstructie van het British Museum